# The Way We Walk
The Way We Walk (englisch für das Wortspiel „Die Art, wie wir gehen“ / „Der Weg, den wir gehen“) ist ein Livealbum der britischen Rockband Genesis. Das Album enthält Aufnahmen der We Can’t Dance Tour 1992. Es besteht aus zwei unabhängig voneinander veröffentlichten CDs. Im November 1992 wurde der erste Teil unter dem Titel The Way We Walk, Vol. 1 (The Shorts) veröffentlicht und enthielt die kürzeren Hit-Singles aus dem Repertoire der drei Alben Genesis, Invisible Touch und We Can’t Dance. Zwei Monate später wurde der zweite Teil als The Way We Walk, Vol. 2 (The Longs) veröffentlicht und enthielt längere Stücke aus den letzten Studioalben der Band, ein Schlagzeugsolo von Phil Collins und Chester Thompson (Drum Duet) sowie ein 20-minütiges Medley (The Old Medley) aus älteren Stücken der progressiven Ära der Band in den 1970er Jahren.

## Hintergrund
Von Fans wird die Veröffentlichung in zwei Teilen kritisiert, da bei Genesis-Konzerten stets lange und kürzere Stücke kombiniert wurden. Auf den beiden Teilalben wirkt die Trennung nach Länge der Songs daher künstlich und gibt die Atmosphäre der Konzerte nicht richtig wieder.
Der Titel des Albums, The Way We Walk, ist ein Zitat aus zwei Genesis-Songs: Ähnliche Formulierungen kommen sowohl in I Can’t Dance vom Album We Can’t Dance vor („Only thing about me is the way I walk“), als auch in der ersten kommerziell erfolgreichen Genesis-Single I Know What I Like vom Album Selling England By The Pound („you can tell me by the way I walk“).
2001 wurden die Videoaufzeichnungen des Konzerts in London der 1992er-Tournee in einem 2-DVD-Set veröffentlicht. Auch die DVD trägt den Titel The Way We Walk.

## Titelliste

### The Way We Walk, Vol. 1 (The Shorts)
1. Land of Confusion
2. No Son of Mine
3. Jesus He Knows Me
4. Throwing It All Away
5. I Can’t Dance
6. Mama
7. Hold on My Heart
8. That’s All
9. In Too Deep
10. Tonight, Tonight, Tonight
11. Invisible Touch

### The Way We Walk, Vol. 2 (The Longs)
1. Old Medley: Dance on a Volcano / The Lamb Lies Down on Broadway / The Musical Box / Firth of Fifth / I Know What I Like
2. Driving the Last Spike
3. Domino: Part I. In the Glow of the Night / Part II. The Last Domino
4. Fading Lights
5. Home by the Sea / Second Home by the Sea
6. Drum Duet

## Videoversion
Bereits im März 1993 wurde unter dem Titel The Way We Walk: Live in Concert ein Konzertfilm zur Tournee publiziert, der erstmals 2001 auch als Doppel-DVD mit Surround-Sound und verschiedenen Kameraperspektiven sowie diversem Bonusmaterial erschien.
1. Land of Confusion
2. No Son of Mine
3. Driving The Last Spike
4. Old Medley: Dance On a Volcano/The Lamb Lies Down on Broadway/The Musical Box/Firth of Fifth/I Know What I Like/That’s All/Illegal Alien/Follow You, Follow Me
5. Fading Lights
6. Jesus He Knows Me
7. Dreaming While You Sleep
8. Home by the Sea/Second Home by the Sea
9. Hold on My Heart
10. Domino: In The Glow of the Night/The Last Domino
11. The Drum Thing
12. I Can’t Dance
13. Tonight, Tonight, Tonight
14. Invisible Touch
15. Turn It On Again

## Besetzung
- Tony Banks – Keyboard, Hintergrundgesang
- Phil Collins – Schlagzeug, Gesang
- Mike Rutherford – Gitarre, Bass, Hintergrundgesang
- Daryl Stuermer – Gitarre, Bass, Hintergrundgesang
- Chester Thompson – Schlagzeug

## Produktion
- Produzenten: Genesis, Nick Davis und Robert Colby
- Engineering: Nick Davis, Robert Colby, Geoff Callingham
- Fotografie: Louis Lee, Cesar Vera und Max Kohr
- Cover-Gestaltung: Genesis und Icon

## Chartplatzierungen

### The Shorts
| ChartsChartplatzierungen       | Höchstplatzierung | Wochen |
| ------------------------------ | ----------------- | ------ |
| Deutschland (GfK)              | 2 (25 Wo.)        | 25     |
| Österreich (Ö3)                | 8 (16 Wo.)        | 16     |
| Schweiz (IFPI)                 | 4 (17 Wo.)        | 17     |
| Vereinigte Staaten (Billboard) | 35 (23 Wo.)       | 23     |
| Vereinigtes Königreich (OCC)   | 3 (18 Wo.)        | 18     |

| ChartsJahrescharts (1993) | Platzierung |
| ------------------------- | ----------- |
| Deutschland (GfK)         | 41          |
| Schweiz (IFPI)            | 33          |

### The Longs
| ChartsChartplatzierungen       | Höchstplatzierung | Wochen |
| ------------------------------ | ----------------- | ------ |
| Deutschland (GfK)              | 2 (20 Wo.)        | 20     |
| Österreich (Ö3)                | 12 (11 Wo.)       | 11     |
| Schweiz (IFPI)                 | 3 (12 Wo.)        | 12     |
| Vereinigte Staaten (Billboard) | 20 (9 Wo.)        | 9      |
| Vereinigtes Königreich (OCC)   | 1 (9 Wo.)         | 9      |

| ChartsJahrescharts (1993) | Platzierung |
| ------------------------- | ----------- |
| Deutschland (GfK)         | 34          |

### Auszeichnungen für Musikverkäufe
The Shorts

| Land/Region                  | Auszeichnungen für Musikverkäufe (Land/Region, Auszeichnung, Verkäufe) | Verkäufe  |
| ---------------------------- | ---------------------------------------------------------------------- | --------- |
| Deutschland (BVMI)           | 3× Gold                                                                | (750.000) |
| Europa (IFPI)                | 3× Platin                                                              | 3.000.000 |
| Frankreich (SNEP)            | 2× Platin                                                              | (600.000) |
| Kanada (MC)                  | Gold                                                                   | 50.000    |
| Neuseeland (RMNZ)            | Platin                                                                 | 15.000    |
| Niederlande (NVPI)           | Gold                                                                   | (50.000)  |
| Schweiz (IFPI)               | Gold                                                                   | (25.000)  |
| Vereinigte Staaten (RIAA)    | Gold                                                                   | 500.000   |
| Vereinigtes Königreich (BPI) | 2× Platin                                                              | (600.000) |
| Insgesamt                    | 5× Gold · 9× Platin ·                                                  | 3.565.000 |

Hauptartikel: Genesis (Band)/Auszeichnungen für Musikverkäufe
The Longs

| Land/Region                  | Auszeichnungen für Musikverkäufe (Land/Region, Auszeichnung, Verkäufe) | Verkäufe  |
| ---------------------------- | ---------------------------------------------------------------------- | --------- |
| Argentinien (CAPIF)          | Gold                                                                   | 30.000    |
| Europa (IFPI)                | Platin                                                                 | 1.000.000 |
| Frankreich (SNEP)            | Gold                                                                   | (100.000) |
| Spanien (Promusicae)         | Platin                                                                 | (100.000) |
| Vereinigtes Königreich (BPI) | Gold                                                                   | (100.000) |
| Insgesamt                    | 3× Gold · 2× Platin ·                                                  | 1.030.000 |

Hauptartikel: Genesis (Band)/Auszeichnungen für Musikverkäufe